# 威廉·克拉克 (探险家)
威廉·克拉克（英語：William Clark，1770年8月1日—1838年9月1日）是一名苏格兰裔美国探险家，伴随梅里韦瑟·刘易斯参加刘易斯与克拉克远征。他是美国革命战争西北部将军乔治·罗杰斯·克拉克的弟弟。

## 生平
威廉·克拉克生于弗吉尼亚州卡罗琳县，家中排行第九。1785年全家遷徙至肯塔基州的路易斯维尔。继他的兄弟乔治参加了军队之后，威廉也追隨兄長的腳步，参加了几次地方民兵营。1792年，克拉克在正规军正式被委任为陆军中尉，分配到安东尼·韦恩的第4候补军团。在那里他担任了4年的軍隊向导，並参加了鹿寨战役（Battle of Fallen Timbers）。在这个期间，认识了梅里韦瑟·刘易斯上尉。
克拉克於1796年离开军队，之後常待在他的路易斯维尔庄园，或以旅行消磨时间。1803年他向刘易斯请求参加远征军团，任职刘易斯的副手，负责制图、远征必需品供应管理等事务。1806年遠征返回后，克拉克花费了很多时间整理远征所收集的信息，這些資料幫助他證明当地植物群和动物的区系。
1807年，克拉克被杰弗逊总统任命为民兵准将，管理路易斯安那领地与印第安人之間的贸易事务，并在密苏里州圣路易斯建立贸易总部。1813年密苏里成为美国一个州时，克拉克被任命为州长。在1812年战争期间他带领了几次竞选，并且在现在的威斯康辛州建立了第一个邮局。
戰爭結束後，克拉克回到了印第安進行事务的管理。在任期間，他使用各种各样的外交和军事措施镇压所在区域的起义暴亂（例如：黑鹰战争Black Hawk War）。此外，他还担任过地圖测量员。
1838年9月1日，克拉克死于圣路易斯，享年68岁，被葬在贝尔方丹公墓（Bellefontaine Cemetery），他的坟墓上立有35英尺（11米）的灰色花岗岩方尖碑。虽然他的家族建立了维护基金，但在20世纪以前，墓地仍因缺乏資金而年久失修。直到後來他的后裔設法筹集了一萬美金修復方尖碑與墓地，并且在2004年5月21日，遠征二百年時舉行了紀念活動。

## 婚姻與家庭
克拉克与朱莉娅·汉考克（Julia Hancock）在1808年1月5日结婚，育有五个孩子，
- 梅里韦瑟·刘易斯·克拉克（Meriwether Lewis Clark）（1809-1881）（以好友梅里韦瑟·刘易斯命名）
- 威廉·普雷斯顿·克拉克（William Preston Clark）(1811-1840)
- 玛丽·玛格丽特·克拉克（Mary Margaret Clark）(1814-1821)
- 乔治·罗杰斯·汉考克·克拉克（George Rogers Hancock Clark）(1816-1858)
- 约翰·朱利叶斯·克拉克(John Julius Clark)(1818-1831)

1820年在朱莉娅去世以后他与朱莉娅的表妹哈丽特·肯奈利·拉德福德（Harriet Kennerly Radford）结婚，育有三个孩子。哈丽特于1831年病死。
- 杰弗逊·卡尼·克拉克(Jefferson Kearny Clark)(1824-1900)
- 埃德蒙·克拉克(Edmund Clark)(1826-1827)
- 哈丽特·克拉克(Harriet Clark)(早夭)

## 學術貢獻
克拉克是美國早期的重要生物學者，西部美国植物克拉花（Clarkia，在柳叶菜科克拉花属）就是以他來命名，其他貢獻的有克拉克大麻哈鱼（Oncorhynchus clarki）和克拉克星鸦（Clark's nutcracker）。另外以他命名的县遍布阿肯色、爱达荷、密苏里、蒙大拿和华盛顿等州。在密苏里州圣路易斯星光大道（St. Louis Walk of Fame）上有他的一颗星。

## 佚事
克拉克據稱是著名的互助组织共濟會的成员，但相關的原始纪录已遗失。1809年9月18日，圣路易斯第111分部发表了一份克拉克的旅行证明，但依然無法證明克拉克與共濟會之間的關係。